# Victory Records

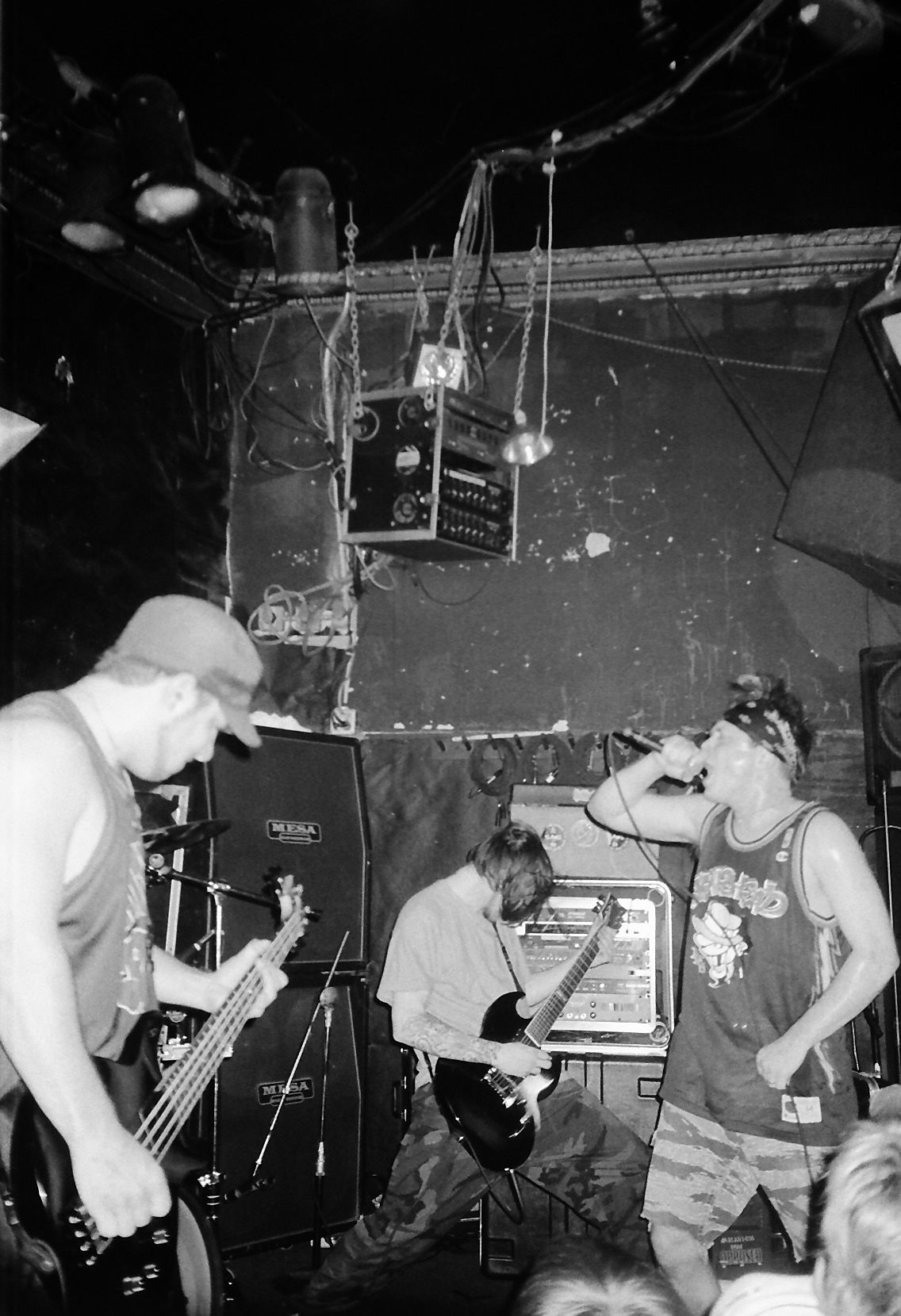
Earth Crisis

Victory Records és una discogràfica independent estatunidenca fundada per Tony Brummel l'any 1989. El segell s'ha caracteritzat per treballar amb grups de música alternativa, especialment hardcore punk, straight edge, emocore i, darrerament, metalcore i pop punk.
Victory va aconseguir l'èxit internacional a finals dels anys 1990 i començaments de segle xx. Grups com Taking Back Sunday, Thursday, Atreyu o Boysetsfire van contribuir al fet que Victory Records aconseguís discos d'or amb The Silence in Black and White i If Only You Were Lonely de Hawthorne Heights.

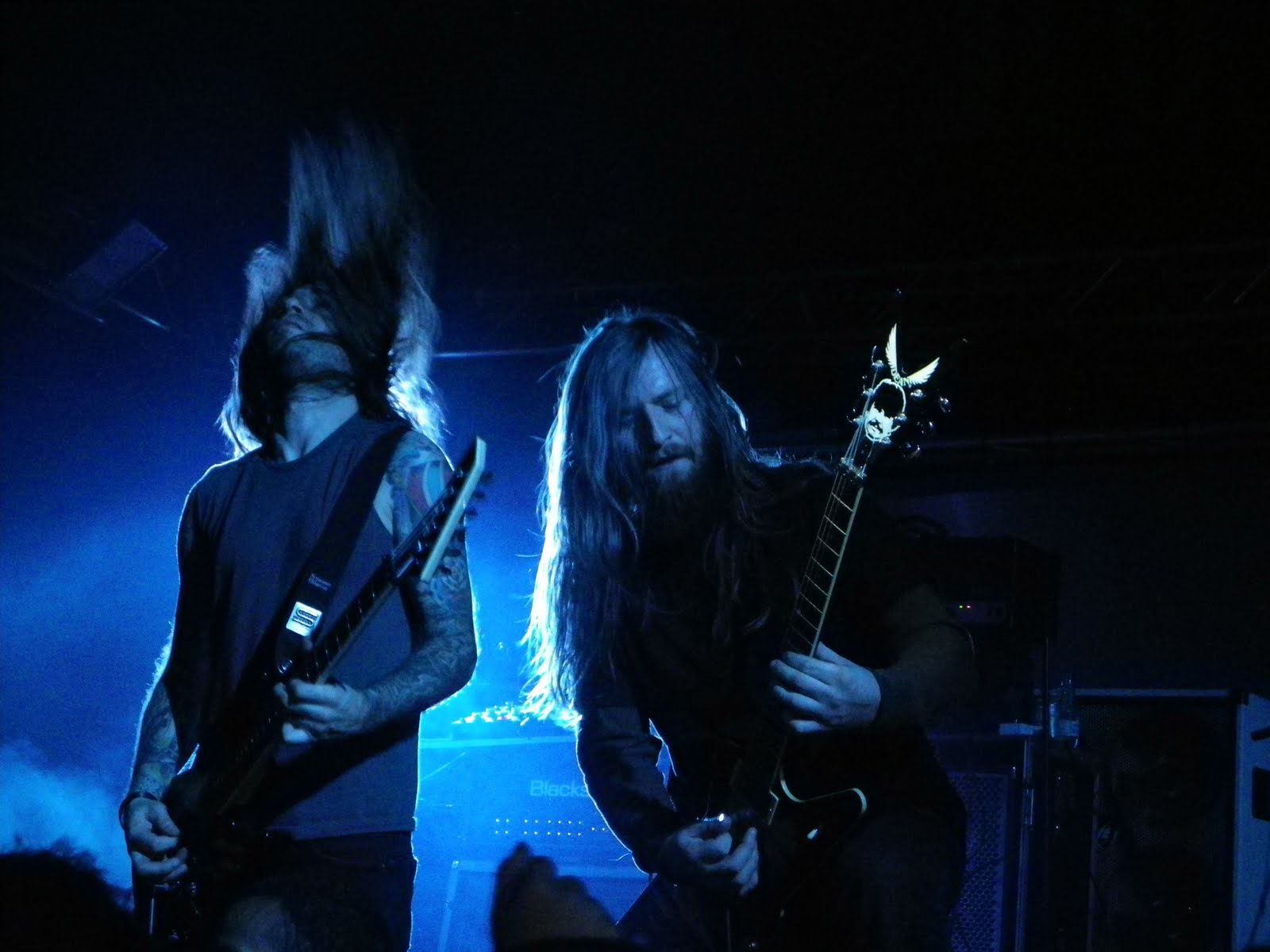
Darkest Hour

Entre els artistes que han format part del segell discogràfic es troben grups destacats de l'escena hardcore nord-americana com ara Warzone, Cause for Alarm, Earth Crisis, Blood for Blood, Darkest Hour i Comeback Kid.
El 7 de febrer de 2017 Victory Records anuncià el fitxatge dels gallecs We Ride.